# فوندو

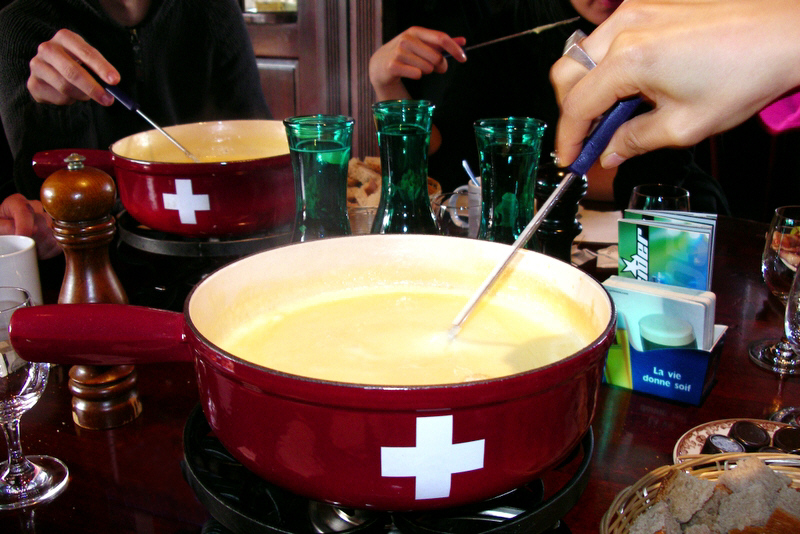
فروبردن تکه‌ای نان در فوندوی پنیر با چنگال بلند مخصوص آن

فوندو (به فرانسوی: fondue) خوراک سوئیسی رایجی است که از گرم کردن نوعی سس (معمولاً مخلوط چند نوع پنیر) در ظرفی گود از جنس سرامیک به نام کَکِلو(ن) (فرانسه: Caquelon) به‌دست می‌آید.
برای صرف کردن این خوراک معمولاً از چنگال‌های بلندی استفاده می‌شود که بر سر آن‌ها قطعه‌ای از یک خوراک دیگر قرار می‌دهند و آن را به درون این سس فرومی‌کنند و سپس میل می‌نمایند. رایج‌ترین شکل آن تکه‌ای از نان است که در فوندو فرو برده می‌شود.
ریشهٔ کلمهٔ فوندو از فعلی به زبان فرانسه (فوندر: fondre) به‌معنی ذوب کردن آمده‌است.
هرچند فوندوی پنیر متداول‌ترین نوع فوندو است، اما فوندو انواع دیگری نیز دارد که با مواد دیگری غیر از پنیر درست می‌شوند. به‌عنوان نمونه، می‌توان از فوندوی شکلات نام برد.